# Meiberger - Im Kopf des Täters
Meiberger - Im Kopf des Täters è una serie televisiva austriaca  prodotta da Mona Film e trasmessa dal 2018 dall'emittente privata ServusTV. Protagonista della serie, nel ruolo di Thomas Meiberger, è l'attore Fritz Karl; altri interpreti principali Ulrike C. Tscharre, Cornelius Obonya, Franz Josef Danner, Jaschka Lämmert e Lino Gaier.
Della serie sono andate in onda tre stagioni, per un totale di 20 episodi: il primo episodio venne trasmesso in prima visione il 6 novembre 2018.

## Trama
Thomas Meiberger, uno psicologo criminale che vive ed esercita tra le località austriache di St. Gilgen, sulle sponde dello Wolfgangsee, e Salisburgo, collabora alle forze dell'ordine, risultando determinante nella soluzione dei casi grazie alla sua comprensione della psiche umana. La sua totale immersione nel lavoro va però ad inficiare nella sua vita privata, mettendo in crisi il suo matrimonio e il rapporto con il suo unico figlio, Patrick.

## Episodi
| Stagione         | Puntate | Prima TV Austria | Prima TV Italia |
| ---------------- | ------- | ---------------- | --------------- |
| Prima stagione   | 8       | 2018             | inedita         |
| Seconda stagione | 8       | 2019             | inedita         |
| Terza stagione   | 4       | 2020             | inedita         |

## Personaggi e interpreti
- Thomas Meiberger, interpretato da Fritz Karl (ep. 1-20).[5][6]
- Barbara Simma, interpretata da Ulrike C. Tscharre (ep. 1-20).[5][6]
- Nepoumuk "Nepo" Wallner, interpretato da Cornelius Obonya (ep. 1-20).[5][6]
- Kevin Ganslinger, interpretato da Franz Josef Danner (ep. 1-20).[5][6]
- Karo Meiberger, interpretata da Jaschka Lämmert (16 episodi).[5][6] È l'ex-moglie di Thomas Meiberger.
- Patrick Meiberger, interpretato da Lino Gaier (13 episodi)[5][6]. È il figlio di Thomas Meiberger.[3]

## Ascolti
La prima stagione raggiunse in Austria una media del 6% di share.

## Premi e nomination
- 2019: Candidatura al Premio Romy Schneider a Fritz Carl come attore preferito in una serie TV[3][10]
- 2019: Candidatura al Premio Romy Schneider a Lino Gaier come attore emergente  in una serie TV[10]

## Opere derivate
- Meiberger - Im Kopf des Täters - Der Film (2021)[2]